# Gare de Pont-Rémy
Gare de Pont-Rémy vasútállomás Franciaországban, Pont-Remy településen.

## Vasútvonalak
Az állomást az alábbi vasútvonalak érintik:
- Longueau–Boulogne-vasútvonal

## Kapcsolódó állomások
A vasútállomáshoz az alábbi állomások vannak a legközelebb:
- Gare d’Abbeville
- Gare de Longpré-les-Corps-Saints
- Gare de Fontaine-sur-Somme